# Le Chant de Hildebrand
Hildebrandslied
Le Chant de Hildebrand (en allemand : Das Hildebrandslied), est un exemple unique de la vieille poésie allitérative allemande. Il apparaît également dans deux versions scandinaves : la première dans Gesta Danorum (Hildiger) et la seconde dans la saga d’Ásmundar.
Le texte du Hildebrandslied fut notamment étudié par le philologue Karl Lachmann au début du XIXe siècle.

## Source et genèse

### Le manuscrit
Le Hildebrandslied est contenu dans la première et dernière page d’un codex de la bibliothèque universitaire de Cassel. La présence d’erreurs semble indiquer que ce manuscrit n’est qu’une copie, scrupuleuse néanmoins, comme l’attestent les nombreuses ratures et corrections.
Durant la Seconde Guerre mondiale, le directeur de la bibliothèque de Cassel place une vingtaine de manuscrits afin de les protéger des bombardements, parmi lesquels le Liber Sapientae contenant le Hildebrandslied. Le manuscrit est cependant volé en avril 1945 à la faveur de la confusion consécutive à la fin de la guerre. En novembre 1945, un officier de l’armée américaine vend le manuscrit pour 1 000$ à la fondation du Dr Abraham Rosenbach. Celui-ci les conserve et la première page est finalement retournée en 1955. Ce n’est qu’en 1972 que le neveu de Rosenbach avoue à Lessing J. Rosenwald que le parchemin disparu se trouve parmi les œuvres non répertoriées de la fondation. Le 25 février 1972, Dieter Hennig, le directeur de la bibliothèque de Cassel, et Rosenwald découvrent et authentifient le manuscrit .
Le manuscrit a été rédigé par deux copistes, peut être le maître et son élève, en minuscule caroline. Les ratures et corrections montrent combien il était encore difficile, à l’époque, d’écrire l’allemand.

### La rédaction
Il n’y a pas d’unité linguistique dans le chant : si le texte est principalement en vieux haut-allemand, il comporte un mélange d’autres langues. L’absence de la seconde mutation consonantique du [t] (tô, uuêt, luttila), la nasalisation de dentales (ûsere, gûdhamun, ôdre) ou encore la transformation du ei en ê (ênan, hème, wêt), indiquent la présence du bas-allemand. Les formes telles que prût, pist, et chint relèvent quant à elles de l’allemand supérieur.
Deux hypothèses demeurent donc quant à la genèse du chant : l’original pourrait avoir été écrit en bas-allemand, puis copié en haut-allemand. Ce peut être également l’inverse.
Pour Helmut de Boor, c’est cette deuxième solution qui est la plus probable. Le texte présente fondamentalement des formes en haut-allemand et seulement des ajouts, une superficie, en  bas-allemand. Cela tendrait même à montrer que le texte n’a pas été écrit par un Saxon, mais par un homme dont la langue maternelle était le haut-allemand, et ayant tenté de le traduire en bas-allemand. Toutefois, c’est l’opinion inverse – celle supposant un original bas-allemand – qui est la plus partagée parmi les chercheurs.
Le texte a été rédigé à l’Abbaye de Fulda, qui seule permettait à cette époque de réaliser un tel ouvrage. La rédaction du Hildebrandslied répond peut être à un ordre de Charlemagne. En effet, selon Éginhard, celui-ci aurait fait consigner les traditions orales des peuples placés sous sa domination. En outre, Walafrid Strabon affirme que Charlemagne avait fait placer une statue de Théodoric le Grand, mentionné dans le récit, devant le porche d'Aix-la-Chapelle. Son intérêt pour celui-ci est donc attesté.

## Argument

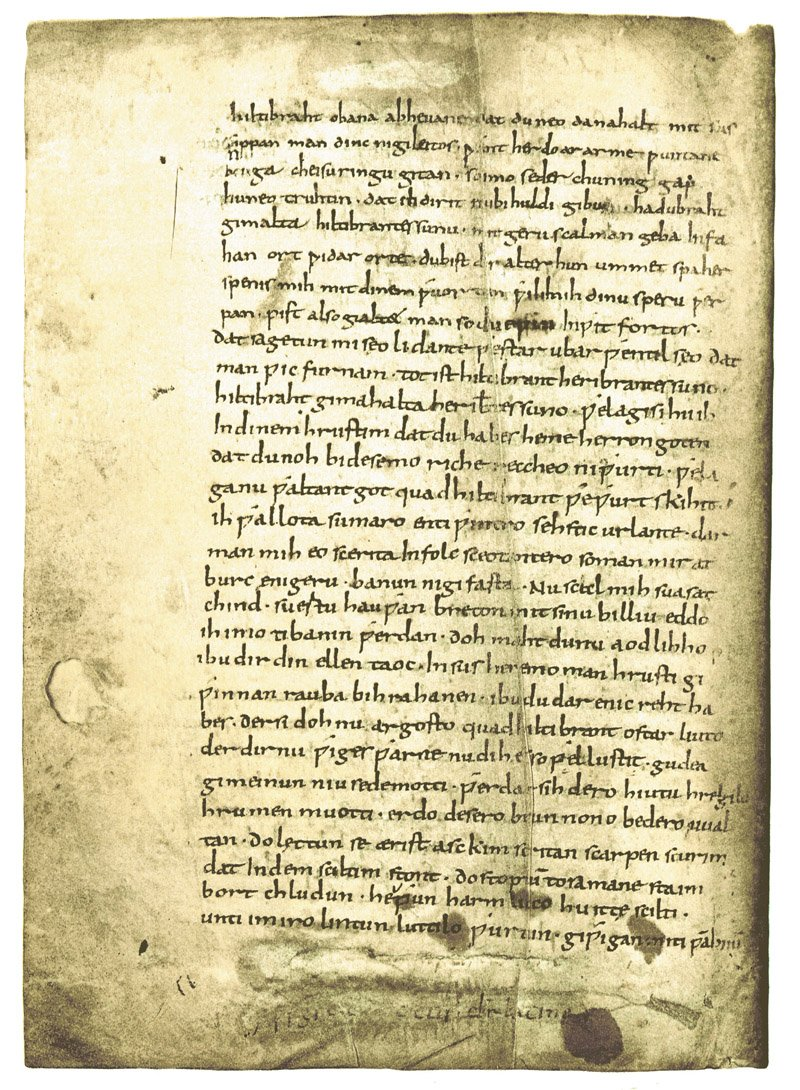
Deuxième page du parchemin

Le fragment rapporte principalement un dialogue entre Hildebrand et son fils Hadubrand. Quand Hildebrand suit son maître, Théodoric le Grand, qui fuit Odoacre vers l’est, il laisse sa jeune épouse et un enfant en bas âge derrière lui. De retour après trente ans d'absence parmi les Huns, il rencontre un jeune guerrier qui le défie en duel. Avant de commencer à lutter, Hildebrand veut savoir le nom de son adversaire et se rend compte qu'il s'agit de son propre fils. Il essaie bien évidemment d'éviter le combat, mais en vain ; Hadubrand prend les mots du vieil homme pour l'excuse de sa poltronnerie. Dans un fracas, les lances s'abattent sur les boucliers, puis les guerriers saisissent leurs épées et combattent jusqu'à ce que leurs boucliers soient taillés en pièces. Le récit s'arrête ici, le fragment étant incomplet.

## Le combat du père et du fils

### Une issue probablement tragique et un changement de société
Dans la mesure où l’issue du combat ne nous est pas révélée, il ne peut être affirmé avec certitude qu’elle est tragique. Toutefois, plusieurs indices non concordants peuvent nous renseigner. Dans le « Hildebrand Sterbelied», tiré d’une saga nordique du XIIIe siècle, le héros rappelle qu’il a tué au combat son propre fils.
Pour autant, d’autres sources ultérieures font varier l’issue de rencontres semblables : Dans la Þiðrekssaga norvégienne, le motif du combat entre le père et le fils apparaît également. Dietrich, de retour du massacre des Nibelungen, combat son fils, mais le combat s’achève cette fois dans la réconciliation. Le « Jüngeres Hildebrandslied », retrouvé dans plusieurs manuscrits du XVe au XVIIe siècle, propose lui aussi cet heureux dénouement.
Ce motif de l'affrontement du père et du fils illustre le passage de la société lignagère à la société héroïque. Alors que dans la société lignagère, l'essentiel réside dans la lignée et l'individu privilégie sa descendance par laquelle il survit, avec la société héroïque apparaît une nouvelle conception de l'outre-tombe, la « voie des dieux » réservée au héros. Elle marque une transformation de la société où un chef réunit autour de lui des compagnons qu'il a choisi et qui lui doivent davantage qu'au lignage dont ils sont issus. Ils doivent au besoin affronter des membres de leur lignage, voire leur propre descendance. Le seigneur devient le père et ses compagnons ses enfants.
Ce motif n’est pas exclusivement germanique, on le retrouve dans de nombreux pays sous différentes variantes, à Rome, en Perse, en Russie, en Irlande, dans lesquelles le fils meurt de la main du père. L’issue tragique semble en conséquence plus probable dans la version du bas Moyen Âge, la réconciliation passant pour révélatrice d’une époque aux mœurs plus douces.

### Un événement peu réaliste
L’hypothétique obligation morale de l’époque qui aurait obligé le père, afin de prouver son honneur, à affronter son propre fils paraît peu crédible aux yeux du lecteur d’aujourd’hui. Probablement, elle ne l’était pas non plus pour l’auditeur contemporain, qui accordait sans doute plus d’importance à la famille qu’au respect d’une éthique guerrière. Toutes les tentatives, jusqu’à présent, de trouver dans le haut Moyen Âge une raison, que ce soit l’honneur, l’inflexible héroïsme ou la culpabilité, qui pousserait le père à affronter son fils, ont échoué, rendant le récit peu vraisemblable.

### Traductions
- Jules Michelet, Le Chant de Hildebrand
- Jean-Jacques Ampère